# Avenue du Colonel-Bonnet
L’avenue du Colonel-Bonnet est une voie du 16e arrondissement de Paris, en France.

## Situation et accès
L’avenue du Colonel-Bonnet est une voie publique située dans le 16e arrondissement de Paris. Elle débute au 66-68, rue Raynouard et se termine au 10, rue Alfred-Bruneau.
Le quartier est desservi par la ligne 9, à la station La Muette et par la ligne C du RER, à la gare de Boulainvilliers et à la gare de l'avenue du Président-Kennedy.

## Origine du nom
Cette voie rend hommage depuis 1931 au colonel Bonnet, tué à Soissons en novembre 1914. Il pourrait s'agir d'Alexandre Léon Bonnet, tué le 27 novembre 1914 à Crouy (devant Soissons), alors qu'il était chef de bataillon au 246e régiment d'infanterie,,,.

## Historique

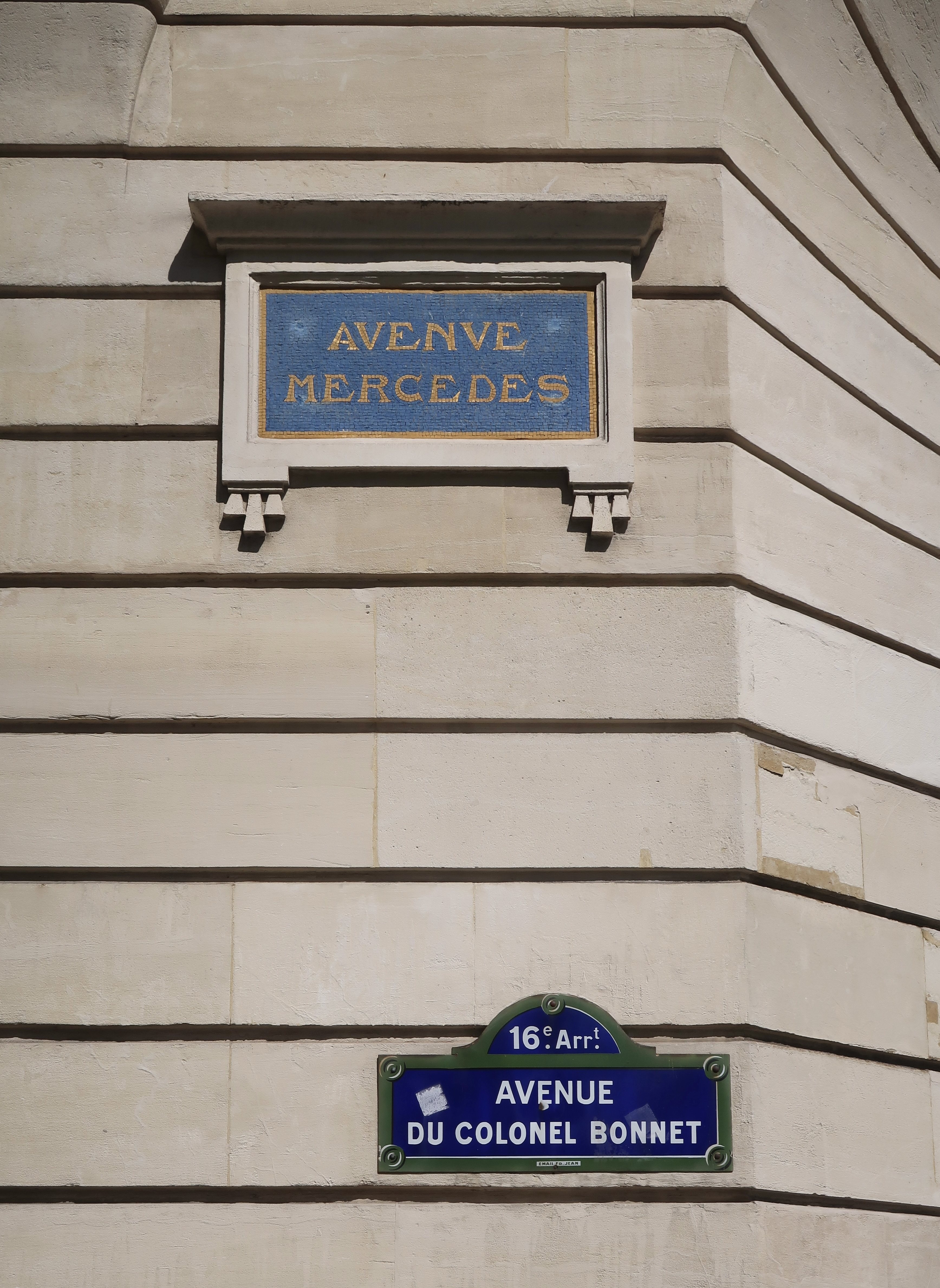
Ancienne et nouvelle plaques.

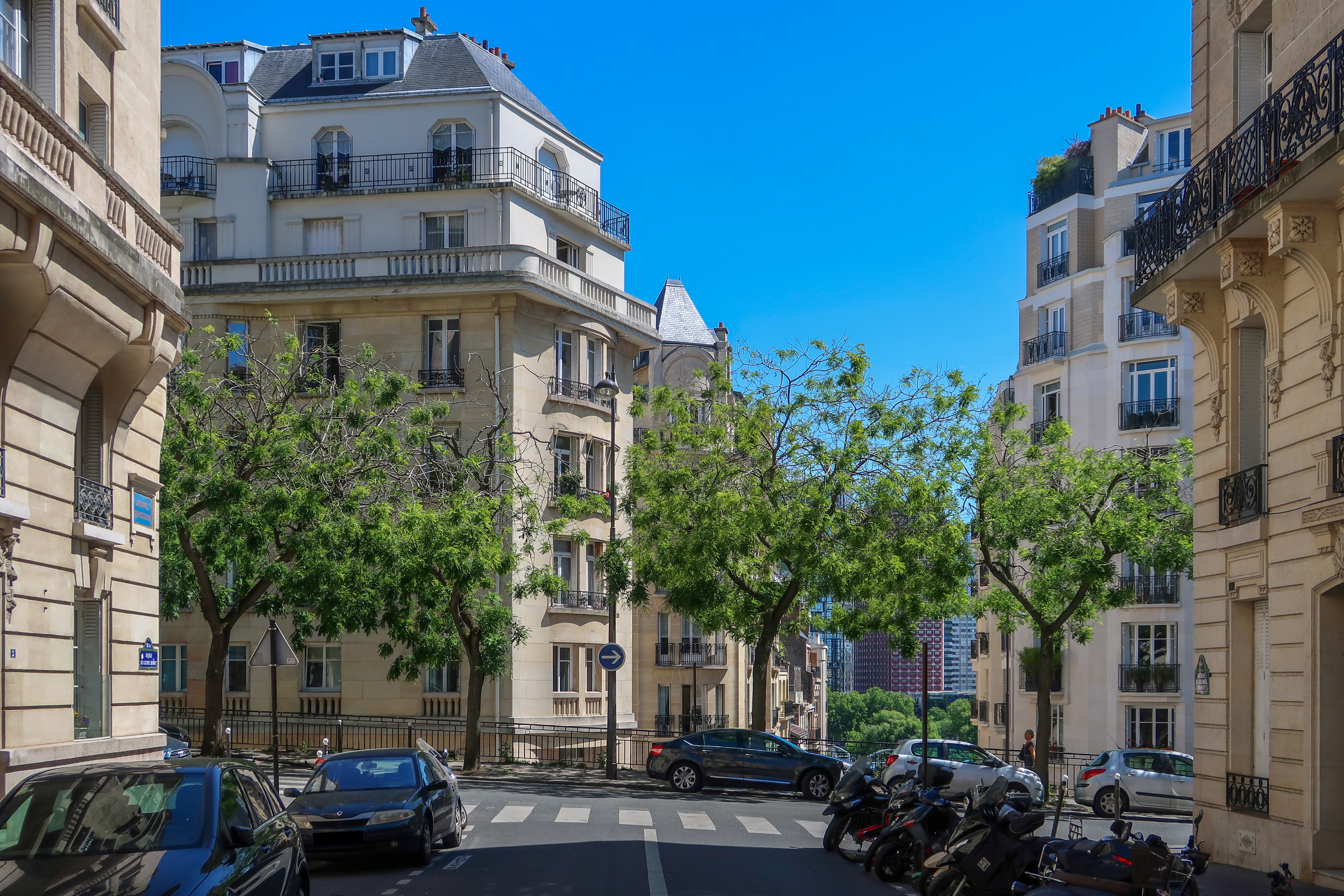
Au croisement avec la rue Raynouard.

Cette voie est ouverte en 1909 sur le terrain de l'ancien hôtel de Valentinois et les vestiges du grand parc de ce domaine vendu par les frères des écoles chrétiennes expulsés de France en 1905 en application de la loi sur les congrégations. Elle prend sa dénomination actuelle et est classée dans la voirie parisienne en vertu d'un arrêté du 9 février 1931. Elle était alors dénommée « rue Mercédès ». Selon Michel Décaudin, avant  le percement de la rue Alfred-Bruneau, elle se terminait place Chopin.
Le 17 février 1978, dans l’après-midi, trois explosions se succèdent dans la rue Raynouard ou à proximité immédiate en l’espace d’une quarantaine de minutes. Plusieurs immeubles sont soufflés ou gravement endommagés, et notamment celui situé à l’angle de la rue Raynouard et de l'avenue du Colonel-Bonnet. Le bilan humain est lourd : 12 morts et 60 blessés. À la suite de ces explosions, dues au gaz, un millier d’habitants du quartier sont relogés dans des hôtels de la capitale et ne retrouvent leur domicile que trois jours plus tard.

## Bâtiments remarquables et lieux de mémoire
- Du côté pair, à l’intersection de la rue Raynouard, on peut encore voir l’ancien nom, « avenue Mercédès » en mosaïque bleue et dorée.
- No 1 : immeuble éventré par une explosion de gaz le 17 février 1978, touchant aussi les nos 68-70 rue Raynouard et le no 28 avenue de Lamballe, faisant douze morts[8].
- No 12 : l'espionne soviétique Lydia Tows y habitait en 1970[9].

## Dans la littérature
Dans Le Flâneur des deux rives (1918), le poète Guillaume Apollinaire évoque « l'ancienne avenue Mercédès, nommée aujourd’hui avenue du Colonel-Bonnet, et qui est l'une des artères les plus modernes de Paris ».
Dans L’arc-en-ciel, Apollinaire décrit l’avenue Mercédès :

« L’avenue Mercédès est une des plus nouvelles voies de Passy. Elle a la forme d’un T. Une muraille la borne à l’une de ses extrémités, tandis qu’à l’autre se trouve un gouffre effrayant. Presque toujours déserte, l’avenue est la remise des rafales qui entrent et qui sortent en se bousculant, en sifflant lugubrement et les rares passants qui s’égarent en cette turbulente compagnie, s’ils tiennent leurs chapeaux de la main gauche, font avec la droite le signe de croix. »